# 神原秀夫
神原秀夫（かんばら ひでお、1978年 - ）は、日本のプロダクトデザイナー・アートディレクター。
広島県呉市生まれ。東京造形大学デザイン学科卒業。東京大学先端科学技術研究センター・特任助教

## 注
1. ↑  神原 秀夫 - 広島アートカフェ